# アジャックス (フランスの競走馬)
アジャックス（Ajax、1901年 - 1915年）とは、20世紀初頭にフランスで活躍した競走馬である。当時のフランスの主要な3歳重賞のうち、リュパン賞、ジョッケクルブ賞、パリ大賞を制して5戦5勝の成績を残した。

## 来歴
オーナーは、フランス競馬史上に名を残す名オーナーであったエドモン・ブラン。父はそのエドモン・ブランによってフランスに輸入された英国三冠馬のフライングフォックスで、アジャックスはその初年度産駒である。
ロバート・デンマン調教師のもとで、2歳時はサンファルマン賞（Prix Saint-Firmin）という競走に出ただけで1戦1勝。
3歳時はノアイユ賞、その後リュパン賞、ジョッケクルブ賞（フランスダービー）、パリ大賞典と勝った。その後、調教中に怪我をして競走馬を引退した。
1905年からエドモノ・ブランのジャルディイ牧場で種牡馬になると、最初の世代からいきなり、1908年のモルニ賞、1909年のオカール賞を勝ったメアリ（Mèhari）、1909年のディアヌ賞（フランスオークス）優勝馬ユニオン（Union）、1909年のバーデン大賞を勝ったアザリー（Azalee）が出た。翌年の産駒からも、サブロン賞を勝ったセルダ（Cerda）、マンチェスター・カップを勝ったマラヤクス（Marajax）が出た。ほかにもスペインのグラン・クリテリウム・ド・サンセバスチャンを勝ったグッドラック（Good Luck）などを出した。
1914年に第一次世界大戦が始まると、フランスでの競馬が困難になった。この頃生まれたテディが、アジャックスの代表産駒となったが、アジャックス自身は翌1915年に早逝している。テディは戦争を避けてスペインで走り、サンセバスチャン大賞（Gran Premio San Sebastian）やスペイン・セントレジャー（Premio Villamejor）に勝ち、種牡馬となって大成功した。

## 血統表
| アジャックスの血統               | アジャックスの血統                                                    | アジャックスの血統                                                    | （血統表の出典）                                                      | （血統表の出典） |
| 父系                             | エクリプス系                                                          | エクリプス系                                                          | エクリプス系                                                          | [ § 2 ]          |
| 父 Flying Fox 1896 鹿毛 イギリス | 父の父Orme 1889 鹿毛 イギリス                                         | Ormonde                                                               | Bend Or                                                               | Bend Or          |
| 父 Flying Fox 1896 鹿毛 イギリス | 父の父Orme 1889 鹿毛 イギリス                                         | Ormonde                                                               | Lily Agnes                                                            |                  |
| 父 Flying Fox 1896 鹿毛 イギリス | 父の父Orme 1889 鹿毛 イギリス                                         | Angelica                                                              | Galopin                                                               | Galopin          |
| 父 Flying Fox 1896 鹿毛 イギリス | 父の父Orme 1889 鹿毛 イギリス                                         | Angelica                                                              | St. Angela                                                            |                  |
| 父 Flying Fox 1896 鹿毛 イギリス | 父の母Vampire 1889 黒鹿毛 イギリス                                    | Galopin                                                               | Vedette                                                               | Vedette          |
| 父 Flying Fox 1896 鹿毛 イギリス | 父の母Vampire 1889 黒鹿毛 イギリス                                    | Galopin                                                               | Flying Duchess                                                        |                  |
| 父 Flying Fox 1896 鹿毛 イギリス | 父の母Vampire 1889 黒鹿毛 イギリス                                    | Irony                                                                 | Rosebery                                                              | Rosebery         |
| 父 Flying Fox 1896 鹿毛 イギリス | 父の母Vampire 1889 黒鹿毛 イギリス                                    | Irony                                                                 | Sarcasm                                                               |                  |
| 母 Amie 1893 栗毛 フランス       | 母の父Clamart 1888 栗毛 フランス                                      | Saumur                                                                | Dollar                                                                | Dollar           |
| 母 Amie 1893 栗毛 フランス       | 母の父Clamart 1888 栗毛 フランス                                      | Saumur                                                                | Finlande                                                              |                  |
| 母 Amie 1893 栗毛 フランス       | 母の父Clamart 1888 栗毛 フランス                                      | Princess Catherine                                                    | Prince Charlie                                                        | Prince Charlie   |
| 母 Amie 1893 栗毛 フランス       | 母の父Clamart 1888 栗毛 フランス                                      | Princess Catherine                                                    | Catherine                                                             |                  |
| 母 Amie 1893 栗毛 フランス       | 母の母Alice 1887 黒鹿毛 フランス                                      | Wellingtonia                                                          | Chattanooga                                                           | Chattanooga      |
| 母 Amie 1893 栗毛 フランス       | 母の母Alice 1887 黒鹿毛 フランス                                      | Wellingtonia                                                          | Araucaria                                                             |                  |
| 母 Amie 1893 栗毛 フランス       | 母の母Alice 1887 黒鹿毛 フランス                                      | Asta                                                                  | Cambuslang                                                            | Cambuslang       |
| 母 Amie 1893 栗毛 フランス       | 母の母Alice 1887 黒鹿毛 フランス                                      | Asta                                                                  | Lady Superior                                                         |                  |
| 母系(F-No.)                      | 2号族(FN:2-i)                                                         | 2号族(FN:2-i)                                                         | 2号族(FN:2-i)                                                         | [ § 3 ]          |
| 5代内の近親交配                  | Galopin 3×4=18.75%、Macaroni 5×5=6.25%、The Flying Dutchman 5×5=6.25% | Galopin 3×4=18.75%、Macaroni 5×5=6.25%、The Flying Dutchman 5×5=6.25% | Galopin 3×4=18.75%、Macaroni 5×5=6.25%、The Flying Dutchman 5×5=6.25% |                  |
| 出典                             | 1. 2. 3.                                                              | 1. 2. 3.                                                              | 1. 2. 3.                                                              | 1. 2. 3.         |

本馬の母父である Clamart は、その母馬 Princess Catherine に対し Saumur と Soukaras の2頭が同一シーズンに交配された結果生まれている。この場合父馬の欄には「Saumur または Soukaras」と記載されるが、ウェブ上のデータベースではどちらか一方だけしか掲載しないことが多い。上記の母父父を Saumur とする血統表は netkeiba.com によるが、JBISサーチでは母父父を Soukaras としている。母父父が Soukaras であったとすると、本馬の持つ5代内の近親交配は Galopin の3×4と Macaroni の5×5のみとなる。

## 備考
- 馬名Ajaxはギリシア神話に由来している。
- オーストラリアに同名異馬アジャックスがおり、こちらも歴史的名馬である。